# Inženjerstvo
Inženjerstvo je korištenje znanosti i tehnike za potrebe čovječanstva, naročito u gospodarstvu. Prilikom osmišljavanja novih proizvoda, sustava i postupaka upotrebljavaju se znanje i iskustvo. Inženjeri su osobe obrazovane za inženjerstvo. Naziv potječe od latinske riječi ingenium, što znači "urođena kvaliteta". 
Inženjerstvo je bitno za razvoj društva. Države s razvijenim inženjerstvom odskaču od država u razvoju, koje često imaju ograničeno i slabo razvijeno inženjerstvo. Projekti u inženjerstvu variraju od pojedinačnih do divovskih skupnih projekata. Neki inženjerski poslovi su kontroverzni, jer ugrožavaju okoliš i sigurnost ljudi poput izrade nuklearnog oružja, eksploatacije prirodnih resursa i dr. Stoga su uspostavljeni etički kodeksi i norme. Za pojedine inženjerske poslove potrebne su licence i certifikacije. 

## Podjela
Tehnika (ili inženjerstvo) obuhvaća širok spektar područja. Neke od glavnih grana su: 
- graditeljstvo - izgradnja javnih i privatnih dobara poput cesta, mostova, telekomunikacija, vodovoda, željeznice itd.
- strojarstvo - osmišljavanje i konstruiranje mehaničkih proizvoda i sustava poput motora i strojeva
- elektrotehnika - konstruiranje električnih proizvoda i sustava
- kemijsko inženjerstvo - uporaba kemijskih zakonitosti za velik broj kemijskih procesa i nastanak novih materijala i goriva
- vojna tehnika - izrada oružja
- biotehnologija - procesi i tehnologije u poljoprivredi, šumarstvu, proizvodnji hrane i sl.
- znanost o materijalima - istraživanje mikroskopskih i makroskopskih materijala
- zrakoplovna tehnika - izrada zrakoplova i svemirskih letjelica

Razvojem tehnologije pojavile su se nove grane tehnike poput: nanotehnologije, mehatronike, geoinženjerstva i informatike.